# سابيان
سابيان أو بلدية سابيان (بالتاغالوغية: Bayan ng Sapian)‏ هي بلدية في مقاطعة كابيز، الفلبين. يبلغ عدد سكانها 26697 نسمة حسب تعداد 2020.

## المناخ
| البيانات المناخية لـبلدية سابيان  | البيانات المناخية لـبلدية سابيان | البيانات المناخية لـبلدية سابيان | البيانات المناخية لـبلدية سابيان | البيانات المناخية لـبلدية سابيان | البيانات المناخية لـبلدية سابيان | البيانات المناخية لـبلدية سابيان | البيانات المناخية لـبلدية سابيان | البيانات المناخية لـبلدية سابيان | البيانات المناخية لـبلدية سابيان | البيانات المناخية لـبلدية سابيان | البيانات المناخية لـبلدية سابيان | البيانات المناخية لـبلدية سابيان | البيانات المناخية لـبلدية سابيان |
| الشهر                             | يناير                            | فبراير                           | مارس                             | أبريل                            | مايو                             | يونيو                            | يوليو                            | أغسطس                            | سبتمبر                           | أكتوبر                           | نوفمبر                           | ديسمبر                           | المعدل السنوي                    |
| --------------------------------- | -------------------------------- | -------------------------------- | -------------------------------- | -------------------------------- | -------------------------------- | -------------------------------- | -------------------------------- | -------------------------------- | -------------------------------- | -------------------------------- | -------------------------------- | -------------------------------- | -------------------------------- |
| متوسط درجة الحرارة الكبرى °م (°ف) | 27 (81)                          | 28 (82)                          | 29 (84)                          | 31 (88)                          | 32 (90)                          | 31 (88)                          | 30 (86)                          | 30 (86)                          | 29 (84)                          | 29 (84)                          | 29 (84)                          | 27 (81)                          | 29 (85)                          |
| متوسط درجة الحرارة الصغرى °م (°ف) | 23 (73)                          | 23 (73)                          | 23 (73)                          | 24 (75)                          | 25 (77)                          | 25 (77)                          | 24 (75)                          | 24 (75)                          | 24 (75)                          | 24 (75)                          | 24 (75)                          | 23 (73)                          | 24 (75)                          |
| الهطول مم (إنش)                   | 61 (2.4)                         | 39 (1.5)                         | 46 (1.8)                         | 48 (1.9)                         | 90 (3.5)                         | 144 (5.7)                        | 152 (6.0)                        | 145 (5.7)                        | 163 (6.4)                        | 160 (6.3)                        | 120 (4.7)                        | 90 (3.5)                         | 1٬258 (49.4)                     |
| متوسط الأيام الممطرة              | 12.3                             | 9.0                              | 9.9                              | 10.0                             | 18.5                             | 25.0                             | 27.4                             | 26.0                             | 25.9                             | 24.9                             | 17.9                             | 14.2                             | 221                              |
| المصدر: Meteoblue                 |                                  |                                  |                                  |                                  |                                  |                                  |                                  |                                  |                                  |                                  |                                  |                                  |                                  |